# Ferrari Purosangue
Ferrari Purosangue (Type F175) — перший кросовер розроблений спеціалістами фірми Ferrari, що дебютує 11 грудня 2022 року і надійде в продаж в 2023 році. Розробники називають його FUV (Ferrari Utility Vehicle).
Назва моделі перекладається з італійської, як "чистокровний".

## Опис

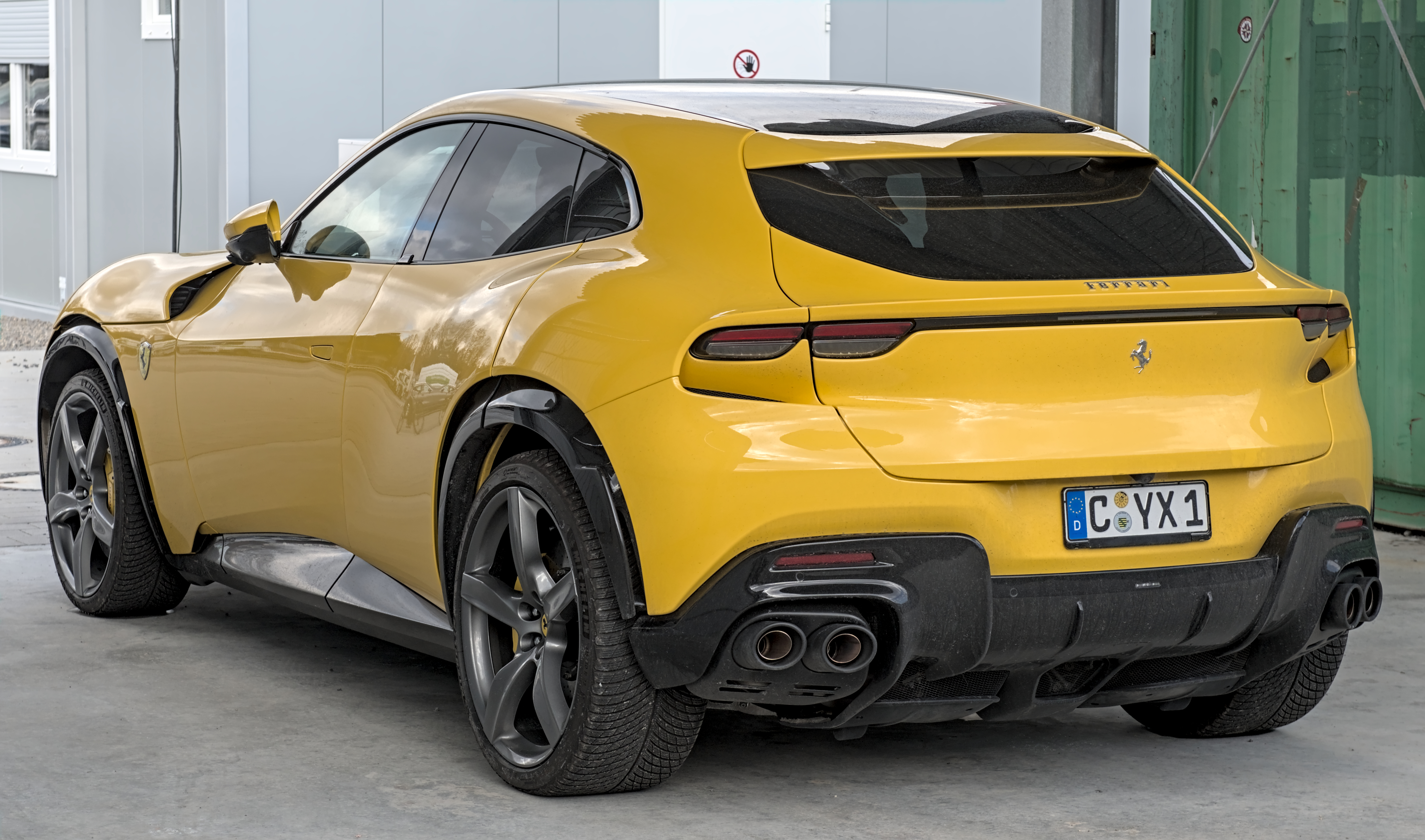
Ferrari Purosangue

Шпигунські знімки тестового авто Ferrari Purosangue вперше з’явилися в Інтернеті 22 жовтня 2018 року, на прототипі якого використовується кузов Ferrari GTC4Lusso. Ferrari Purosangue з’явився на витоку зображень у лютому 2022 року. Через місяць Ferrari показала часткове зображення Purosangue. Повністю Ferrari Purosangue було представлено 13 вересня 2022 року.
Purosangue буквально означає чиста кров, тут мається на увазі без домішків. Некомерційна організація, яка утримує молодих спортсменів від допінгу та просуває їхні таланти, називається Purosangue, зареєстрована та захищена з 2013 року. На тій підставі, що це ім'я використовується нечасто, Ferrari тепер хоче скасувати реєстрацію.
Для першої чотиридверної моделі за 75-річну історію бренду Ferrari обрала протилежні двері (портальні двері), задні двері кріпляться ззаду та відкриваються електрично на кут 79 градусів одним натисканням кнопки. З міркувань жорсткості Ferrari не обходиться без середньої стійки, без якої деякі виробники обходяться з такими дверними конструкціями.
Автомобіль отримав посадкову формулу 2+2. Майже ідеальний розподіл ваги 49:51% між передньою та задньою осями сприяє тому, що граничний діапазон є максимально керованим.
У список оснащення кросовера увійшли система повного приводу, нова підвіска з функцією регулювання кліренсу, а також екран для пасажирів на задньому ряду.
Двигун із серії F140, зареєстрований у Purosangue під кодовим номером F140IA, мав фундаментально переглянуту систему вихлопу та впуску, серед іншого; головки блоку циліндрів взяті з Ferrari 812 Competizione. У Purosangue V12 розроблений як передній центральний двигун за передньою віссю та використовує конструкцію коробки передач із приводом на всі колеса. У повсякденному житті Purosangue їздить по дорозі як задньопривідний автомобіль, трансмісія 8-ст. Magna 8DCL900 з подвійним зчепленням, вбудована в задній привід, має вісім передач. Система повного приводу є подальшим розвитком моделі GTC4Lusso в поєднанні з програмним керуванням від SF90 Stradale і системою повного приводу від 812 Competizione.
Автомобіль оснащено численними системами допомоги водієві, включаючи адаптивний круїз-контроль (ACC), автоматичне екстрене гальмування (AEB), автоматичне ближнє/дальнє світло (HBA/HBAM), попередження про виїзд зі смуги руху (LDW), попередження про виїзд зі смуги руху (LKA), асистент сліпих зон (BSD), попередження про перехресний рух (RCTA), розпізнавання дорожніх знаків (TSR), система оповіщення водія (DDA) і камера паркування (NSW).
Бензиновий двигун V12 має робочий об’єм 6,5 л і максимальну потужність 725 к.с. Розгін від 0 до 100 км/год займає 3,3 секунди, а до 200 км/год — 10,6 секунди. Максимальна швидкість вказана як 312 км/год.

## Двигуни
- 6.5 L Ferrari F140IA 65° V12 725 к.с. при 8250 об/хв 716 Нм при 6250 об/хв